# لورو
لورو (به مجاری:  Lórév) یک منطقهٔ مسکونی در مجارستان است که در ناحیه راتس‌کوه واقع شده‌است. لورو ۹٫۸۸ کیلومتر مربع مساحت و ۳۰۷ نفر جمعیت دارد.